# رافائو چیه‌شینسکی
رافائو چیه‌شینسکی (لهستانی: Rafał Cieszyński؛ زادهٔ ۱۰ ژوئن ۱۹۷۶) بازیگر، مجری تلویزیون و مربی بدن‌سازی اهل لهستان است.
از فیلم‌ها یا مجموعه‌های تلویزیونی که وی در آن‌ها نقش داشته‌است، می‌توان به یوب، آخرین سلول خاکستری مغز، تنها عشق، موج جرم و جنایت، با آتش و شمشیر (فیلم)، با آتش و شمشیر (مجموعه تلویزیونی)، نشانه‌ها، پدر متیو، رنگ‌های خوشبختی، عشق اول، هتل ۵۲، پدر متیو، در خیابان سپولنی، در خوشی و سختی، طایفه و نبرد ورشو ۱۹۲۰ اشاره نمود.